# In Your Eyes (Peter-Gabriel-Lied)
In Your Eyes ist ein Lied des britischen Pop-Rock-Musikers Peter Gabriel aus dem Jahr 1986.

## Veröffentlichung
Die Erstveröffentlichung von In Your Eyes erfolgte als Teil von Gabriels fünftem Studioalbum So am 19. Mai 1986. Am 2. September desselben Jahres erschien es als zweite Singleauskopplung in den Vereinigten Staaten aus dem Album. In Großbritannien wurde es nicht als Single veröffentlicht.
Der Titel wurde im Radio gespielt und lief regelmäßig auf MTV. Gabriel veröffentlichte in den Vereinigten Staaten zwei erweiterte Versionen des Songs als 12″-Vinylsingle. Die erste (The Single Mix) war 6:15 lang und die Version, die als reguläre Single veröffentlicht wurde. Die zweite (The Special Mix) dauerte 7:14 und war die B-Seite.
2011 wurde eine orchestrale Version auf dem Album New Blood veröffentlicht und auch im gleichen Jahr auf der New Blood Tour live gespielt. Diese Version wurde 2011 in dem Konzertfilm New Blood: Live in London und 2012 auf dem Livealbum Live Blood veröffentlicht.
Das Lied war zudem Teil seiner 2003er-Kompilation Hit, aber nicht auf der europäischen oder japanischen Ausführung. Auf Rated PG von 2019 war die Version aus Say Anything… von Cameron Crowe enthalten. Auf Flotsam and Jetsam waren dann schließlich der US-Single-Mix und die Version von der Single von Don’t Give Up von 1986 enthalten.
Das Lied wurde wiederholt live gegen Ende von Konzerten als Höhepunkt der Show gespielt. Unter anderem auch am 23. November 2003 bei einem exclusiven Konzert für Mitglieder von Peter Gabriels Full Moon Club in dem Big Room, dem größten Aufnahmeraum der Real World Studios. Dieses Konzert wurde beginnend mit dem 24. April 2024 auf Gabriels Bandcamp-Kanal für die Abonnenten stückweise veröffentlicht. Am 27. Juni 2025 erschien diese Aufnahme als bisher letzte Live-Aufnahme des Songs mit dem Livealbum In the Big Room allgemein zum Download und Streaming.

## Hintergrund
Inspiriert von einer Reise zu der Kathedrale Sagrada Família von Antoni Gaudí in Barcelona, Spanien, schrieb Gabriel den Text für einen weiteren So-Ära-Song mit dem Namen Sagrada. Dieser Song wurde von ihm früh verworfen, obwohl einige Elemente, einschließlich der Melodie des Gesangs und der Akkordwechsel, in In Your Eyes übernommen wurden.
Bei der Festlegung der Titelreihenfolge wollte Gabriel In Your Eyes als letzten Titel haben, aber seine markante Basslinie führte dazu, dass er früher auf der Vinyl-Ausgabe platziert werden musste, wo die Nadel des Tonabnehmers mehr Platz zum Vibrieren hatte. Bei späteren CD-Veröffentlichungen war diese Einschränkung kein Thema mehr, und der Track wurde am Ende des Albums platziert.
Das Cover wurde von Peter Saville für Peter Saville Associates entworfen, die Fotos stammen von Trevor Key.

## Text und Musik
Der Song beginnt mit einem anhaltenden Keyboard-Akkord von Gabriel. Nach dem Akkord setzt Manu Katché mit einigen Worldbeat-Perkussion-Rhythmen ein, die auf Instrumenten wie der afrikanischen sprechenden Trommel gespielt wurden.
Am Ende des Liedes singt Youssou N’Dour einen Teil, der in seine Muttersprache Wolof übersetzt wurde. Gabriels Text wurde von der afrikanischen Tradition der Zweideutigkeit des Liedes zwischen romantischer Liebe und Liebe zu Gott inspiriert.

## Verwendung in anderen Werken
Das Lied wurde zweimal in dem Teenager-Drama Teen Lover (Say Anything...) von Cameron Crowe aus dem Jahr 1989 mit John Cusack und Ione Skye in den Hauptrollen gespielt. Der Film enthält eine der bekanntesten Szenen der US-amerikanischen Filmgeschichte, in der John Cusack (als Lloyd) vor Dianes (gespielt von Ione Skye) Schlafzimmerfenster einen Ghettoblaster (Toshiba RT-SX1) über seinen Kopf hält und einen Song abspielen lässt, um sie wissen zu lassen, dass er sie nicht aufgegeben hat. Diese Szene wird mit verschiedenen Anspielungen von den Medien und in der Popkultur verwendet. Durch die Verwendung im Film wieder populär geworden, erreichte der Song erneut die Billboard Hot 100, erreichte aber nur Platz 41. Diese Version war kürzer, mit einer Länge von 4:53. In Australien erreichte In Your Eyes im November 1986 Platz 97. Diese Fassung des Liedes wurde auch 2019 auf dem Kompilationsalbum Rated PG veröffentlicht.
Crowe sagte, dass Rosanna Arquette, von der man annimmt, dass sie Peter Gabriel zu dem Song inspiriert hat, ihn dazu ermutigt hat, die Verwendung des Songs für den Film in Betracht zu ziehen. Gabriel bat darum, den Film von Crowe zu sehen, und Crowe bat die Produktionsfirma, Gabriel einen Rohschnitt zu schicken. Gabriel stimmte der Verwendung seines Songs zu, teilte Crowe jedoch mit, dass er mit der Überdosis der Hauptfigur am Ende nicht einverstanden sei; das Studio hatte Gabriel fälschlicherweise stattdessen den Film Wired von Larry Peerce geschickt.
In einem Interview mit dem Magazin Rolling Stone im September 2012, in dem es um das 25-jährige Jubiläum des Albums So ging, äußerte sich Gabriel zum kulturellen Einfluss der Szene: „Es hat [dem Song] definitiv ein zweites Leben gegeben, weil es jetzt so oft in Comedy-Shows parodiert wird und es eines der modernen Romeo-und-Julia-Balkon-Klischees ist. Ich habe mit John Cusack darüber gesprochen. Wir sind sozusagen gemeinsam in einem winzigen Moment der zeitgenössischen Kultur gefangen.“
Der Schauspieler John Cusack trat bei dem Konzert am 6. Oktober 2012 der Back to Front Tour im Hollywood Bowl in Los Angeles, USA überraschend für Peter Gabriel in einem Cameo auf, als Gabriel die ersten Takte des Songs spielte und stellte mit einem Ghettoblaster eine Szene aus Say Anything... nach, den er danach Gabriel überreichte und sich anschließend verbeugte, bevor er schnell wieder die Bühne verließ In Your Eyes war Teil des Soundtracks des Spielfilms von Cameron Crowe aus dem Jahr 1989.

## Aufführungen
Auf der This Way Up Tour von 1986 bis 1987 wurde der Song in einem ausgedehnten Gesangsduett mit Youssou N’Dour live gespielt, hauptsächlich bei seinen Konzerten in Nordamerika. Veröffentlicht wurde eine Aufnahme von drei Konzerten in dem Amphitheater auf dem Lykabettus in Athen auf Video 1990 in dem Konzertfilm PoV und 2012 unter dem Namen Live in Athens 1987 und 2015 auf dem Live-Album Fatteliku: Live in Athens 1987 von Youssou N’Dour und 2020 auf dem Live-Album Live in Athens 1987 von Peter Gabriel. Bei späteren Auftritten wurde der Song oft mit verschiedenen (Gast)-Musikern meist von Real World Records wie Mela Amissi, Styno Mubi Matadi, Ayub Ogada und Paula Cole bei der Secret World Tour, Sevara Nazarxon bei der Growing Up Tour, Daby Touré und Jennie Abrahamson bei der Back to Front Tour 2012–2014 oder Ayanna Witter-Johnson bei der I/o The Tour 2023 gesungen.
1993 sang Gabriel das Lied in der 18. Staffel von Saturday Night Live. Am 10. April 2014 sang Gabriel den Song in einem erweiterten Gesangsduett mit N’Dour, als er in die Rock and Roll Hall of Fame aufgenommen wurde. Die Veranstaltung, die im Barclays Center in Brooklyn, New York stattfand, wurde gefilmt und später Ende Mai 2014 auf dem Kabelsender HBO ausgestrahlt.

## Musikvideo
Das Musikvideo wurde unter der Leitung von York Tillyer bearbeitet und zusammengestellt und zeigt Ausschnitte aus den Filmen Connection V und Together der israelischen Videokünstlerin Michal Rovner, ein Originalvideo von Graham Dean und Peter Gabriel sowie das Musikvideo Happiness Is... von Yungchen Lhamo unter der Regie von Michael Coulson. Das Video enthält neues Videomaterial von York Tillyer und Ausschnitte aus den Filmen Design for Dreaming und America for Me aus der Prelinger Archive Library und wurde von Real World Productions Ltd. produziert.

## Titelliste
- 7″

1. In Your Eyes – 6:15
2. In Your Eyes (Special Mix) – 7:14

- 12″

1. In Your Eyes – 6:15
2. In Your Eyes (Special Mix) – 7:14
3. Biko – 6:50

## Mitwirkende

### Musiker
- Michael Been – Begleitgesang
- Ronnie Bright – Bass-Gesang
- Peter Gabriel – Haupt- und Begleitgesang, CMI, Piano, Synthesizer
- Manu Katché – Schlagzeug, Talking Drum, Percussion
- Jim Kerr – Begleitgesang
- Larry Klein – E-Bass
- Daniel Lanois – 12-saitige Gitarre[34]
- Tony Levin – E-Bass
- Jerry Marotta – zusätzliches Schlagzeug
- Youssou N’Dour – Gastgesang
- David Rhodes – E-Gitarren, Begleitgesang
- Richard Tee – Piano

### Technisches Personal
- Peter Gabriel – Songwriter, Produktion
- Daniel Lanois – Produktion
- Bill Laswell – Produktion
- Kevin Killen – Toningenieur, Mixing
- Ken Perry – Schnitt
- Peter Saville Associates – Design

## Rezeption

### Rezensionen
Cash Box nannte es eine „süße und melodische Ballade“ und lobte Gabriels „klagende Stimme und die sensationelle geräumige Produktion“ Billboard nannte es ein „verträumt strukturiertes Stimmungsstück“.

### Charts und Chartplatzierungen
Das Lied stieg am 30. August 1986 in die US-amerikanischen Billboard Hot 100 ein und erreichte am 25. Oktober desselben Jahres mit Rang 26 seine beste Platzierung. Die Single platzierte sich mit Unterbrechungen 28 Wochen in den Top 100, letztmals am 19. August 1989. In Your Eyes avancierte zum fünften Charthit Gabriels in den Vereinigten Staaten. Darüber hinaus erreichte es die Chartspitze der Billboard Mainstream Rock Songs.
| ChartsChartplatzierungen       | Höchstplatzierung | Wochen |
| ------------------------------ | ----------------- | ------ |
| Vereinigte Staaten (Billboard) | 26 (28 Wo.)       | 28     |

### Auszeichnungen für Musikverkäufe
| Land/Region               | Auszeichnungen für Musikverkäufe (Land/Region, Auszeichnung, Verkäufe) | Verkäufe |
| ------------------------- | ---------------------------------------------------------------------- | -------- |
| Vereinigte Staaten (RIAA) | Gold                                                                   | 500.000  |
| Insgesamt                 | 1× Gold ·                                                              | 500.000  |

Hauptartikel: Peter Gabriel/Auszeichnungen für Musikverkäufe

## Coverversionen
Die Datenbank mit Coverversionen SecondHandSongs listete 2023 mehr als 70 verschiedene Versionen auf.